# Сатанинские организации и закон
В статье рассматриваются правовые основы деятельности различных сатанинских организаций в ряде стран мира.

## Аргентина
31 марта 2000 года двумя своими дочерьми, 21-летней Сильвиной и 29-летней Габриэлой, принадлежащими к сатанинской секте, был зверски убит 50-летний Хуан Карлос Васкес. Ему было нанесено около ста ножевых ранений, а также порезы, изображающие какую-то фигуру. Во время задержания обе девушки находились в состоянии шока и громко кричали: при этом одна из них призывала Сатану, а другая говорила, что Сатана наконец вышел из тела убитого отца. По данным аргентинской полиции, Васкесы состояли в секте «Алхимический центр Трансмутации», где могли принимать участие в каком-то изуверском ритуале, жертвой которого стал Васкес-старший. На месте преступления были также найдены чашки с непонятными жидкостями и книга по «алхимическим обрядам». По словам психолога Хосе Марии Баамонде, занимающегося исследованием сект и культов, «Алхимический центр Трансмутации», к которому принадлежали убийцы и их жертва, относится к числу организаций, «завоёвывающих всё большую популярность по причине того, что они комбинируют некоторые элементы гностицизма со странными формулами и ритуалами, которые, как утверждают их лидеры, унаследованы от древних алхимиков».

## Беларусь
В Беларуси Церковь Сатаны и сатанисты официально признаны деструктивной сектой.

## Великобритания
Осенью 2004 года в британских вооружённых силах был официально зарегистрирован первый сатанист — сержант технической службы Крис Кранмер, служащий на фрегате «Камберленд». Адмирал Джон «Сэнди» Вудвард по этому поводу сказал, что 
«Моими первыми словами, когда я услышал об этом случае, были: „Боже, что, чёрт побери, здесь происходит? Когда я служил во флоте, одни сослуживцы были англиканами, другие католиками, ни о каких сатанистах я и не слышал никогда. По-моему, это в высшей степени странно“»

.
26 июня 2012 года в Кидуэлли (Уэльс) была выявлена секта сатанистов. Лидер секты Колин Батли насильно удерживал свою племянницу Катрин Джеффри, заставляя её вступать в половую связь с адептами: в возрасте от 15 до 23 лет — с 12 мужчинами в месяц, 5 ночей в неделю. От этих связей Катрин родила трёх детей. Лишь в 24 года ей удалось вырваться из плена и обратиться в полицию. В 2011 году суд вынес обвинительный приговор Батли в виде лишения свободы сроком на 22 года по 35 эпизодам: изнасилование, мужеложство, сексуальное нападение и принуждение к занятию проституцией. Его жена Элейн была признана виновной по пяти пунктам, включая сексуальную активность и непристойность по отношению к детям, и осуждена на восемь лет заключения в тюрьме. Также к уголовной ответственности был привлечён отчим Катрин — Винсент Барден за сексуальные домогательства и осуждён на два года лишения свободы.

## Германия
В Германии насчитывается 100 тыс. сторонников сатанизма.
31 января 2002 года суд Бохума приговорил сатанистов супругов Руда — 26-летнего Даниэла и 23-летнюю Мануэлу к 15 и 13 годам лишения свободы соответственно, за убийство 33-летнего Франка Хаагена (Франк в это время читал книгу «Жизнь Сатаны»). Хааген был убит ударом молотка по голове и нанесением 66 резаных ран. После этого Дэниэл и Мануэла вырезали на животе убитого сатанинскую пентаграмму и прижгли труп сигаретами, после чего они были уверены, что в это время «обрели бессмертие». Они также выпили кровь жертвы и стали заниматься сексом в одном из обшитых шёлком гробов, в которых обычно спали. Согласно утверждению осуждённых, они убили Хаагена «по приказанию Сатаны», а командой было: «убить, принести в жертву, отдать души».
По данным экспертов (2002 год), число сатанистов в Германии составляет порядка 6000 человек.
В январе 2003 года канал ZDF сообщил о существовании в Трире секты сатанистов-каннибалов. Также журналисты передали правоохранительным органам материалы, охватывающие в общей сложности «около 20 случаев ритуальных преступлений сатанистов: изнасилования, убийства, каннибализм», — совершённых в Германии и соседних странах за последние 15 лет.
В феврале 2003 года главный прокурор Триера Хорст Роос подтвердил, что с мая 2002 года в судопроизводстве находится дело о «сатанинском насилии».

## Греция
В декабре 1993 года в Афинах была раскрыта сатанинская секта, в течение трёх лет совершавшая жертвоприношения во время обрядов чёрной магии, для которых использовали людей и животных. Всего в секту входило 20 человек. В 1995 году 24-летний Асимакис Катцулос (Амон) и 23-летний Манос Димитрокалис (Энигма) были осуждены за убийство и изнасилование 15-летней девочки Доры Сирополу и похищение, изнасилование и убийство 30-летней женщины Гаруфалии Джоргу. Первое преступление было совершено в ходе оккультной церемонии инициации, проводившейся в заброшенном здании близ Афин. Дору Сирополу заманили в заброшенную винодельню, раздели догола, заковали в наручники, изнасиловали и задушили. Горничная отеля Гаруфалия Джоргу была похищена на автобусной остановке, изнасилована преступниками в своей машине, подвергнута пыткам и убита. 23 декабря 1997 года Афинский апелляционный суд подтвердил пожизненные заключения для осуждённых. Бывшая подруга Катцулоса — Димитра Мариети, являвшаяся в секте «верховной жрицей», — была признана виновной как пособница преступления, однако апелляционный суд сократил срок её тюремного заключения — 18 лет и 4 месяца — на один год.

## Италия
14 января 2005 года в Милане начался судебный процесс против семи членов сатанинской секты «Звери сатаны», обвиняемых в причастности к убийству троих своих друзей, а также смерти четвёртого. 1 февраля 2006 года лидер сатанистов из секты «Звери Сатаны» Никола Сапоне был признан виновным в зверском убийстве 16-летнего музыканта Фабио Толлиса и его 19-летней подруги Кьяры Марино и приговорён к пожизненному заключению. Другие члены секты получили от 24 до 26 лет тюрьмы за соучастие в убийствах и доведение до самоубийства несовершеннолетнего Андреа Бонтаде, который хотел уйти из секты. Первое убийство красавицы Кьяры Марино, которую сатанисты считали воплощением Девы Марии, было совершено 17 января 1998 года. Ей были нанесены десятки ножевых ранений, а смерть наступила от потери крови. Второй жертвой в тот же день стал Фабио Толлис, попытавшийся помешать кровавому убийству своей подруги. Кто-то из членов группы ударил его молотком по голове, а Никола Сапоне связал подростка, заткнул ему рот, и сатанисты нанесли ему ещё несколько ударов молотком по лицу, после чего перерезали горло. Трупы влюблённых сатанисты бросили в яму и помочились на них. Тогда полиции не удалось найти исчезнувших Марино и Толлиса, и дело было закрыто. Дело было снова открыто после того, как в начале 2004 года в городе Варедзотто была найдена зверски убитой 27-летняя Марианджела Педзотта, которой сатанисты выстрелили в рот из пистолета 38 калибра, а затем изуродовали тело, нанеся по нему несколько ударов лопатой. Под подозрение полиции попал бывший жених убитой Андреа Вольпе, наркоман и участник рок-группы, который после нескольких допросов сознался в убийстве Марианджелы Педзотты, а также другой своей бывшей девушки Маддалены Руссо, убитой в пятницу 13 сентября 1995 года, и показал место, где были закопаны тела Фабио Толлиса и Кьяры Марино. Благодаря его показаниям полиции удалось доказать участие в убийстве Толлиса и Марино пятерых членов сатанинской секты «Звери Сатаны». Вольпе был осуждён в феврале 2005 года, получив за содействие следствию 30 лет тюрьмы вместо грозившего ему пожизненного заключения.
В Италии, согласно данным исследователя оккультизма профессора Джованни Панунцио, в настоящее время (2012 год) насчитывается «около 8 тысяч сект, их членами являются более 600 тысяч человек».
Наиболее известными являются «Церковь Сатаны» и «Чёрная ложа», «Избранники Сатаны» и «Дети Сатаны».
- Секта «Дети Сатаны» основана в начале 1980-х годов Марко Димитри (внутреннее имя — «Великий зверь 666»), который до этого был адептом уфологического культа «Космическое братство». Называют себя сатанистами языческого образца. С 1982 года устраивают ритуалы в старых заброшенных сараях в провинции Форли, между Римини и Риччоне, в Пезарезе и в районе Болоньи. Позднее построили храм в Болонье с чёрными шторами, масками, черепами и статуями дьявола. Проводят заклинания с тантрическими элементами и ритуалы сексуальной магии, включающие в себя групповой секс и гомосексуальные связи. Вступление является бесплатным, а членский билет с изображением золотого герба и готических букв на чёрном фоне действует один год. Посвящение проводится путём написания цифры 666 кровью Димитри на лбу нового адепта, получающего таким образом «знак зверя». Также составляется и подписывается кровью договор и приносится клятва преданности Сатане[9][22].
- Секта «Чёрная ложа» находится в Риме и распространяет свои взгляды через журнал Torazine, а также различные интернет-сайты, на которых предлагается «сатанистский путь сознания». Культ включает в себя секс. Доктрина секты основывается на сатанизме Антона Шандора Лавея — «тело Сатаны состоит из латентной эротизации человеческих существ». В священных текстах «Чёрной ложи» восхваляются содомия и мастурбация, потому что «благодаря сатанинскому пути тела превращаются в боевые машины, направленные на разрушение христианской культуры посредством наслаждения»[9][22].
- Секта «Избранники сатаны» является самостоятельным течением, основанным в 1989 году в Риме жителем Пулии Вальтером Леонардо Мита, исключённым сразу после вступления из «Детей Сатаны» вместе с любовницей и её мужем. Каждый месяц в первую пятницу секта проводят чёрные мессы и другие ритуалы в районе Римских дворцов на открытом воздухе, где приносят в жертву животных. В 1999 году между Мита и его любовницей произошёл разрыв отношений, которая в свою очередь подала на него иск, обвинив в шантаже при помощи фото, сделанных во время чёрных месс[9][22].
- Секта «Сатанинская реальность» была основана Филиппо Шербой. Члены секты встречаются в Милане, в частных домах или в магазинах, торгующих предметами для магических ритуалов. Поддерживает отношения с Церковью Сатаны Лавея. Считают Сатану сыном Бога и братом Иисуса Христа, а также верят в реинкарнацию. Основой учения является абсолютная власть сильных над слабыми. Особое место занимают так называемый «ритуал мёртвой руки» (вскрытие могилы, отрезание у трупа руки и пребывании некоторое время в закрытом гробу), «ритуал быка» (убийство путём четвертования животного, привязанного к четырём деревьям, олицетворяющим Люцифера, Левиафана, Бестиала и Сатану, и укладывание адепта во внутренности животного жрецом) и «ритуал столба» (практика сексуальной магии)[9][22].

## Иран
В 2007 году в рамках рейда на «почитателей Сатаны» на тайном рок-концерте около Тегерана полиция арестовала 230 человек.
В 2008 году в интервью газете Etemad заместитель начальника полиции Хуссейн Зульфагари рассказал, что из существующих 3000 сатанинских культов 50 появились в Иране и около половины из них активны. По данным Зульфагари, уже около 200 сатанинских книг переведены на фарси, напечатаны и распространены, в Иране сатанисты «ведут сексуальную эксплуатацию» и «нацелены на распространение исламофобии», стремятся «привлечь молодежь, играя сатанинскую музыку на частных спортивных занятиях», используют книги на английском языке и собираются в парках, чтобы обсудить события страны и поговорить о Сатане.
27 мая 2009 года полиция и Корпус стражей исламской революции задержали 104 человека во время проведения «аморального концерта и вечеринки», где «участники мероприятия пили алкогольные напитки, ранили себя и высасывали кровь».

## Казахстан
В Казахстане деятельность Церкви Сатаны расценивается как религиозно-экстремистская организация, с которой борется Антитеррористический Центр СНГ.

## Кыргызстан
В Кыргызстане официально запрещена деятельность сатанистов, так же как и в некоторых других странах Шанхайской организации сотрудничества.

## Мексика
В апреле 1998 года на специальной пресс-конференции главный прокурор Мехико сообщил о том, что вступил в силу приговор членам сатанинской секты, на счету которой 15 ритуальных убийств. В 1989 году на отдалённом ранчо Матаморос совершенно случайно были найдены останки 15 изуродованных человеческих тел. Было установлено, что все убийства носили ритуальный характер, поскольку на месте преступления были обнаружены алтари и культовые предметы. Специальный отряд полиции, прибывший на место преступления, застал сатанинскую секту в полном сборе за подготовкой к очередному жертвоприношению. Сектанты оказали вооружённое сопротивление, в ходе которого были убиты два сатаниста, а ещё трое преступников были задержаны. Несколько сектантов сумели скрыться. Задержанные признались в убийстве 15 человек. Среди них оказались считавшиеся без вести пропавшими 9-летний мексиканский мальчик и 19-летний студент из США, путешествовавший по стране и похищенный прямо из бара. Было установлено, что один из убитых в перестрелке сатанистов носил на шее ожерелье, сделанное из позвонков убитого американца. В местной прессе секта именовалась «наркосатанисты», поскольку обмен на приносимые жертвы они просили у дьявола покровительства в наркобизнесе. Судебный процесс получил широкую огласку в Мексике и США. Сектантам было предъявлено обвинение в организации банды, а также совершении массовых убийств с отягчающими обстоятельствами, незаконном хранении огнестрельного оружия и надругательстве над трупами. Суд приговорил всех трёх обвиняемых к 50 годам тюремного заключения. Адвокаты подсудимых также признали, что их подзащитные совершили «ужасные преступления». В заключительном слове сектанты выразили надежду на скорейшее наступление конца света и приход к власти сил ада во главе с Сатаной, которые непременно отомстят за своих приверженцев.
25 мая 2012 года на собрании сатанистов-наркоманов в Несауалькойотле, штат Мехико,
руководившая сектой 23-летняя мексиканка Мария дел Кармен Рио Гарсия собственными руками при помощи столовой ложки выдавила глаза своему 5-летнему сыну Фернандо, отказывавшему закрыть их во время проведения ритуала. Ей помогала держать сына её 22-летняя сестра. Полиция приехала по вызову соседей, услышавших громкие крики, застав кричавшего ползавшего по затемнённой комнате со свечами и сатанинской звездой мальчика с выдавленными глазами и до крови покусанными руками. Всего на собрании присутствовало 8 человек, включая мать мальчика, его тётю, бабушку и дедушку, а также 3 детей. Мальчик был срочно доставлен в Департамент общественной безопасности, откуда его на воздушном транспорте повезли в Педиатрическую больницу Красного Креста, а затем в Детскую больницу Такубая. Врачи сообщили, что вернуть зрение малышу не представляется возможным из-за большой тяжести ран.

## Польша
Двое молодых людей стали жертвами ритуального убийства, совершенного сатанинской сектой в Польше. Их полуобугленные тела с многочисленными колотыми и резаными ранами были найдены в лесном массиве недалеко от города Руда-Шленска. Полиция предполагает, что они участвовали в подготовке чёрной мессы, не зная об уготованной для них их же коллегами трагической участи. Ещё одна жертва выжила и доставлена в больницу. По сведениям экспертов, всего в Польше около 300 групп сатанистов.

## Россия
В Россию сатанизм начал проникать с падением коммунизма (хотя есть сведения, что первые сатанинские группы появились в 1980-х), но официально (по состоянию на начало 2010 года) не представлен, хотя некоторые сатанинские группы существуют.. Число их членов насчитывается от 50 до 100 тыс. человек. С 2003 года МВД России следит за деятельностью людей, поклоняющихся дьяволу.
В российской научной литературе сатанизм относится к числу «радикально агрессивных» религиозных учений, а также к субкультурам, «миропонимание которых основано на смерти».
Религиовед Е. Г. Балагушкин в 2006 году отмечал, что «тайные группы сатанистов существуют в ряде городов России и им неоднократно предъявлялись обвинения в совершении тяжких преступлений: только в период 1995—2001 в отношении участников сатанинских сект было возбуждено 5 уголовных дел по различным статьям УК РФ.»
Кандидат культурологии, доцент кафедры философии, биоэтики и культурологии УГМА, Е. В. Белоусова отмечает, что «Сатанистские секты в России совершают акции агрессивного и деструктивного характера (поджоги православных храмов, убийства священнослужителей). Основной контингент их составляют подростки и молодёжь. Причины, по которым эта группа стремится в магию, приземленного свойства. Жажда денег, власти, заботливо переданная им взрослыми, невозможность воплотить её в жизнь из-за отсутствия условий — всё это подталкивает их к поиску других способов самореализации. И нередким выбором становится магия. Приходя в неё, они зачастую имеют свои представления о том, чего они хотят добиться и как. Для них очень важен быстрый и точный результат. Им чужда классическая эзотерика, требующая не только морально-волевых, но и физических сил, чуждо изучение, размышление, заучивание. Это — потребители, а не исследователи, какими должны быть маги и вообще любые люди, которые изучают что-то новое и, в особенности, нетривиальное.»
Главный научный сотрудник ВНИИ МВД России, вице-президент Российской криминологической ассоциации, доктор философских наук, профессор И. Ю. Сундиев считает, что «Религиозный экстремизм у нас обычно связывают с исламским экстремизмом, но это не так. Особую опасность представляют не исламисты, а представители сатанинских сект и тому подобных организаций».
23 июля 2025 года, Верховный суд признал экстремистским и запретил деятельность «Международного движения сатанизма».
Генпрокуратура, комментируя решение ВС, заявила, что: участники «движения» публично призывают к экстремизму, а также к «уничтожению храмов». «Последователи движения придерживаются общих принципов сатанизма, используют единую символику и атрибутику, совершают оккультные обряды. Концептуальную основу составляют издания, признанные экстремистскими материалами. Движение тесно связано с проявлениями радикального национализма и неонацизма. Наряду с ритуальными убийствами участники совершают и иные преступления, в том числе в отношении несовершеннолетних», — говорится в заявлении.

### Москва и Московская область
10 декабря 1998 года Бутырский суд Москвы приговорил к 10 годам заключения 18-летнего сатаниста Андрея Чибисова за убийство своей подруги Татьяны Зеленской, отказавшейся совершить связанный с раздеванием сатанинский обряд. 18 мая сектант завел девушку вглубь Ботанического сада и задушил тесёмкой-закладкой от книги.
В сентябре 2002 года группа сатанистов повредила и опрокинула 398 могильных памятников на Миусском кладбище в районе Марьиной рощи. На этот акт их побудила книга писателя Юрия Никитина «Святой Грааль».
25 марта 2005 года председатель комиссии по здравоохранению и охране общественного здоровья Людмила Стебенкова во время слушаний в Московской городской думе сообщила, что «По нашим сведениям, сейчас в Москве насчитывается около 30 сатанистских групп, членами которых являются более 2 тысяч человек. Эти группы представляют около 20 различных направлений». Участники депутатских слушаний пришли к единому мнению, что в действиях такого рода организаций имеются следующие составы преступлений, предусмотренные статьями Уголовного кодекса Российской Федерации — 243 (повреждение памятников истории и культуры), 244 (надругательство над телами умерших), 245 (жестокое обращение с животными), 213 (хулиганство), 214 (вандализм) и ряда других, а сами организации попадают под действие статей 239 (организация объединений, посягающих на личность граждан) и 282 (организация экстремистского сообщества). Также отмечалось, что в своей деятельности сатанисты часто сотрудничают с неонацистскими, экстремистскими и преступными организациями и сообществами.
1 мая 2005 года сотрудниками 2-го отдела МУРа и УВД Северного округа Москвы было раскрыто жестокое убийство сатанинской сектой своего члена. Утром 1 мая случайным прохожим на берегу Головинского пруда был обнаружен труп молодого человека 20—25 лет, с зияющей раной на голове и отрубленной мачете кистью руки. Кожаная одежда жертвы была расписана сатанинской символикой. В ходе следствия было установлено, что между главой сатанинской секты и убитым возникла ссора о личности Сатаны и его роли в истории.
27 ноября 2006 года в Павловском Посаде было раскрыто убийство совершенное двумя молодыми поклонниками дьявола и приверженцами сатанистских взглядов. Убийцами оказались 21-летний студент Полиграфического института и 18-летний упаковщик одной из московских фирм. Жертвой стал случайный прохожий, который был принят за бомжа. Мужчине нанесены удары ногами и ножом, причём убийцы стремились нанести в сердце именно 13 ударов. Перед этим, по данным прокуратуры, молодые люди выбрали в качестве жертвы кошку, которую задушили, подожгли и подвесили на дереве.
31 октября 2007 года сотрудниками службы безопасности ГУП «Ритуал» на Введенском кладбище были задержаны 7 представителей движения готов, пытавшихся провести «бал сатаны». В ходе задержания молодые люди, не имевшие документов, удостоверяющих личность, пытались дать взятку в размере 3500 рублей. Все задержанные были переданы в ОВД «Лефортово».
10 января 2010 года на Ваганьковском кладбище сотрудниками службы безопасности ГУП «Ритуал» были задержаны два молодых человека. При обыске у молодых людей нашли остро отточенный топор, видеокамеру, цепь с амулетом в виде черепа и карту Москвы, что «однозначно указывает на причастность молодых людей к сатанистам, а их позднее пребывание на одном из старейших кладбищ Москвы — на попытку совершения акта вандализма».

### Санкт-Петербург и Ленинградская область
2 сентября 1999 года оперативники уголовного розыска ГУВД Санкт-Петербурга задержали 4 членов сатанинской секты, подозреваемых в расправе над 12 петербуржцами. Также есть сведения, что число жертв может достигнуть 40 человек.
На след сатанистов оперативники вышли в начале августа, когда в милицию обратился гражданин, чья супруга состояла в секте. В одной из квартир сотрудники милиции обнаружили четыре скелетированных трупа людей. На первых же допросах обвиняемые сознались, что действовали в Выборгском и Приморском районах Санкт-Петербурга, в ритуальных целях убивали людей, а затем сдирали с трупов кожу и заспиртовывали её для дальнейшего хранения.
Октябрьский районный суд Санкт-Петербурга рассмотрел административное дело по иску прокурора о признании экстремистскими на территории РФ ряда информационных материалов, распространяемых международной оккультной организацией «Орден девяти углов» (ONA).
По мнению суда: в текстах содержатся «признаки пропаганды превосходства по отношению к людям, которые не являются сатанистами, и признаки пропаганды неполноценности по отношению к группе — слабые люди; психологические признаки унижения группы лиц — христиан» Согласно решению суда, Тексты "The Black Book of Satan" ("Черная Книга Сатаны") и "Temple of Blood" ("Храм Крови") - «способствуют пропаганде, одобрению и оправданию идеологии насилия, экстремизма и терроризма, возбуждению ненависти и вражды, нетерпимого, неприязненного отношения к не сатанистам». Согласно решению суда, вышеупомянутые тексты признаны экстремистскими материалами и запрещены к распространению на территории Российской Федерации

### Республика Мордовия
В Саранске в 1997—1998 годах действовала группа сатанистов «Приверженцы чёрного культа», состоявшая из молодых
людей (в основном студентов), собиравшихся по 10-15 человек для совершения чёрной мессы на одной из старых могил городского кладбища.
По состоянию на 2005 год сатанизм в Мордовии не имел представительства в чистом виде.
В 2009 году в Мордовии сотрудниками МВД совместно с ФСБ разоблачена секта сатанистов «Орден благородного дьявола» («Благородный орден дьявола», Nobilis Ordo Diaboli), созданная в 2004 году под руководством 24-летнего Александра Казакова и 23-летнего Дениса Даньшина, где состояло от 60 до 75 молодых людей — студенты вузов и старшеклассники. В секте члены были обязаны принимать участие в алкогольных и наркотических соревнованиях, сексуальных оргиях, а также заниматься самоистязанием, которое фотографировалось. 7 февраля 2011 года секта была признана Верховным судом Мордовии экстремистской организацией, а её лидер Александр Казаков получил 1 год 8 месяцев лишения свободы с отбыванием в колонии-поселении.

### Республика Татарстан
3 ноября 2005 года в Набережных Челнах начался суд над сатанинской сектой «Братство проклятых». По материалам следствия, члены секты устраивали сатанинские ритуалы на одном из городских кладбищ: разводили на территории некрополя костры, переворачивали кресты и танцевали на могилах.

### Республика Хакасия
20 октября 2008 года были задержаны два жителя Черногорска, являвшихся приверженцами сатанинского культа. Следователями в подвале недостроенного, дома расположенного на пустыре в 600-х метрах от городского кладбища № 1 Черногорска, был обнаружен мумифицированный труп. На стенах подвала были обнаружены сатанинские пентаграммы, имена демонов, бесов. Задержанные показали, что убили неизвестного им мужчину («случайного прохожего») с целью принести его в жертву Сатане. В качестве орудия убийства использовалась палка, которой была оглушена жертва, а также обломки кирпичей, которыми его добивали. Следователи установили, что убийство было совершено 13 июня 2008 года. В ходе дальнейшего расследования было установлено, что жертвой оказался 55-летний житель Черногорска Виктор Колесов. Убийцами оказались 23-летний учащийся второго курса Сибирской гуманитарной академии Сергей Солохин и 24-летний Сергей Белянин, судимый в 2006 году за незаконный оборот наркотиков. Оба задержанных после окончания средней школы учились в одном политехническом училище в поселке Усть-Абакане и начали увлекаться сатанизмом, а также чёрной магией и колдовством с 1999 года, занимаясь обрядами принесения в жертву животных.

### Краснодарский край
В марте 2003 года в селе Мысхако под Новороссийском сатанисты разрушили 37 могил и сфотографировались обнажёнными на фоне развороченных могильных памятников.

### Красноярский край
В начале июня 2000 года сотрудниками УФСБ по Красноярскому краю в одной из школ Советского района Красноярска были задержаны два 16-летних сатаниста — Алексей Збруев и Андрей Никифоров, готовившие похищение и убийство в ритуальных целях малолетнего ребёнка. Слушая сатанинский рок, молодые люди стали интересоваться книгами по чёрной магии, а также приобрели видеокассеты с казнями, черепа птиц и кости животных.
Как рассказал один из сотрудников ФСБ, все это вместе с юношеским желанием самоутвердиться привело подростков к мысли о ритуальном убийстве двухлетнего ребёнка. В течение года сатанисты собирали инструменты для пыток и занимались оборудованием штаба вблизи красноярского кладбища Бадалык. Но за несколько дней до предполагаемого убийства по непонятным причинам задержанные отказались, решив забраться в городской морг и выкрасть оттуда какой-нибудь детский труп, но их преступление было пресечено сотрудниками ФСБ.
21 декабря 2009 года Красноярский краевой суд приговорил 18-летнего участника сатанинской банды готов из Красноуфимска Брюхова Александра Дмитриевича к 16 годам лишения свободы с отбыванием в исправительной колонии строгого режима. Его соучастнику — 17-летнему юноше было назначено наказание в виде 10 лет лишения свободы, а 15-летней девушке — 9,5 года заключения. 14 марта 2009 года в посёлке Нижний Ингаш осуждённые вывели находящегося в состоянии алкогольного опьянения гражданина Харлова, пригласившего их в дом своего знакомого Чеснокова, во двор дома и, повалив на землю, избили жертву ногами и совковой лопатой по различным частям тела, нанеся в общей сложности более 50 колото-резаных ран и причиняя жертве «особые мучения и страдания». Затем преступники, при активном участии девушки, на спине ещё живого человека вырезали ножом пентаграммы в виде пятиконечной звезды, заключëнной в круг, с буквой «С» и перевёрнутыми крестами. Испытывая сильную боль Харлов скончался  от обильной кровопотери, травматического и болевого шока. Опасаясь привлечения к уголовной ответственности, девушка предложила своим соучастникам убить нежелательного свидетеля — Чеснокова. Подростки пытались душить его цепью, затем нанесли два ножевых ранения, причинив тяжкий вред здоровью, однако ему удалось чудом вырваться и спастись бегством, обратившись за помощью к соседям.

### Хабаровский край
8 августа 2007 года Хабаровский краевой суд вынес обвинительный приговор в отношении двух сатанистов из Комсомольска-на-Амуре. В ходе следствия было установлено, что оба обвиняемых являются членами неформальной молодёжной организации, основным направлением которой являлось привлечение подростков в возрасте 15-17 лет, пропаганда суицидальных идей, а также учения сатанистского толка. Согласно материалам уголовного дела, 13 декабря 2005 года осуждённые пригласили в квартиру одного из них, подростка-члена секты. В квартире преступники начертили на полу комнаты пентаграмму и, надев черные балахоны с капюшоном, включили громкую музыку, обернули жертву медицинскими бинтами и уложили в центр пентаграммы. После этого нанесли ему множество ударов ножом в область грудной клетки. От полученных ранений подросток скончался. После совершения преступления сатанисты спрятали тело в мешок и вынесли на пустырь, а одна из свидетельниц жестокого убийства сожгла одежду погибшего. В отношении девушки, которая сожгла одежду, материалы были выделены в отдельное производство, поскольку по заключению судебно-психиатрической экспертизы у неё обнаружены клинические признаки хронического психического расстройства, в связи с чем она нуждается в принудительном лечении в психиатрическом стационаре. 19-летнему подсудимому назначено наказание в виде 9 лет и 8 месяцев лишения свободы с отбыванием наказания в колонии общего режима, а его 22-летний соучастник получил 13,5 лет лишения свободы с отбыванием наказания в колонии строгого режима.

### Воронежская область
21 июля 2003 года сатанистами было совершено надругательство на Коминтерновском кладбище, в том числе и над могилами погибших моряков с подводной лодки «Курск». Были разбиты мраморные надгробия могил капитан-лейтенантов Сергея Кокурина и Алексея Шевчука, а также матроса Николая Павлова и мичмана Игоря Ерасова. С памятника Шевчука также была сорвана фотография.

### Нижегородская область
19 сентября 1998 года Алексей Шевалдин (17 лет) и Евгений Платов (16 лет), работавшие на ОАО «ГАЗ», из сатанинской секты «Чёрные братья» совершили ритуальное убийство Ильи Белова (12 лет) в его собственной квартире с целью получения магических способностей и перехода на более высокий уровень посвящения, а также наказать Белова за то, что он «предал Сатану». Жертве было нанесено два удара ножом в живот и ритуальным мечом снесена голова. Сам Илья Белов считал, что проходит магический обряд. В комнате, где произошло убийство, горели чёрные свечи, повсюду лежала оккультная литература и сатанинские символы, в том числе написанные на обрывке бумаги цифры 666, старинные деньги, а также стоял стакан с водой и лежали четыре охотничьих ножа. В апреле 2000 года Нижегородский областной суд приговорил Платова, который узнал о том, что инициированный сатанист ищет учеников, из бесплатной газеты объявлений, к десяти годам лишения свободы в колонии общего режима, а Шевалдин был признан судом невменяемым (шизофрения параноидального типа) и направлен на принудительное лечение в стационар. В то же время лидер секты сатанистов — 35-летний врач-терапевт одной из нижегородских больниц Дмитрий Шубин, инициировавший Шевалдина в сатанизм и научивший его сатанинским ритуалам, перед судом не предстал, так как Уголовный кодекс РФ не предусматривает наказания за подобную деятельность.
2 ноября 2011, за осквернение могил и держание в квартире 26 мумий из трупов выкопанных девушек и девочек, был арестован Анатолий Москвин — некрополист, лингвист-полиглот (знавший 13 языков), переводчик книги «История свастики». Мумии он использовал для некромантии — общения с привидениями умерших. Выяснилось, что в студенчестве А. Москвин состоял в обществе люциферианцев (которых он отличал от сатанистов), где он сдавал зачёты по чёрной магии, использовал в ритуалах мёртвых животных, давал обет целибата и трезвенности. Суд, рассмотрев дело, нашёл его виновным по статье «надругательства над телами умерших», и приговорил к принудительному лечению по диагнозу шизофрения параноидального типа.
25 октября 2012 года в Нижнем Новгороде были задержаны члены сатанинской секты «Клан Рагнарди», занимавшиеся употреблением наркотиков, принесением в жертву домашних животных и проведением огненных ритуалов.
15 ноября 2012 года в Нижнем Новгороде был задержан руководитель сатанинской секты «Религия Антихриста», которого считают причастным к убийству матерью годовалого сына, отдав приказ об убийстве с помощью смс-сообщения

### Самарская область
19 марта 2001 года в Железнодорожном суде Самары завершился процесс над сектой сатанистов, обвинявшихся в осквернении могил на еврейском кладбище города в сентябре 2000 года, в ходе которого были разбиты несколько мраморных памятников и перевернуты ограды более 50 могил. Суд признал душевнобольным главу секты сатанистов Михаила Панкова и постановил направить его на принудительное лечение в психиатрическую больницу.

### Тульская область
В апреле 1996 года в Северо-Задонске были совершены два ритуальных убийства. Жертвами секты сатанистов оказались 49-летний мужчина и 15-16-летний мальчик. Мужчина был насильно приведён в дом «духовных наставников» секты — 75-летней 3. Кузиной и её 43-летнего сына, уложен на стол и под сатанинские заклинания зарезан. Вторая жертва сатанистов была привязана к дереву и забита насмерть молотками. Кузину приговорили к пяти годам лишения свободы, её старшего сына — к десяти годам.

### Челябинская область
12 июля 2010 года сотрудниками правоохранительных органов Копейска были задержана группа молодых сатанистов, совершившая в начале 2001—2004 годах серию тяжких преступлений. В ходе обысков по месту проживания следователи изъяли оккультную литературу на электронных носителях. В августе 2010 года на пресс-конференции руководитель регионального управления Следственного комитета по Челябинской области Павел Чеурин рассказал, что на счету у копейских сатанистов не менее шести убийств, а ещё по пяти криминальным эпизодам продолжается следствие. Жертвам наносили многочисленные удары руками, ногами, а также различными предметами, найденными на месте преступлений. От полученных травм потерпевшие умирали на месте происшествия. После убийств молодые люди прятали трупы. Всего они убили семь человек. Установить личности преступников удалось лишь через девять лет, поскольку в некоторых случаях проводилось некачественное следствие, а сами члены сатанинской секты привлекались к делу в качестве свидетелей. Всего по делу проходит 10 человек: 1 находится под стражей, а 3 под подпиской о невыезде. Для некоторых дело может быть прекращено по сроку давности. Сами сектанты полагают, что в то далёкое время не отдавали отчёт своим действиям, доводя себя до исступления музыкой стиля black metal и оккультной литературой, а также, когда выходили на улицы, избивали всех встречных, не боясь ни Бога, ни людей и считая себя избранными. 31 марта 2011 года Челябинский областной суд вынес приговор Михаилу Задорожневу, признав его виновным в тройном убийстве, совершённом группой лиц по предварительному сговору из хулиганских побуждений, и назначил ему меру пресечения в виде 13 лет лишения свободы с отбыванием наказания в колонии строгого режима. В отношении трёх подсудимых уголовное преследование прекращено в связи с истечением срока давности привлечения к ответственности на момент их задержания. Одна из обвиняемых в ходе следствия покончила жизнь самоубийством. В отношении ещё одного из участника всех ритуальных убийств было принято решение о направлении уголовного дела в суд для применения принудительных мер медицинского характера.

### Ярославская область
В ночь с 27 на 28 апреля 1995 года на Леонтьевском кладбище Ярославля был совершён погром (перевёрнуты около 40 крестов и памятников), а также оставлены изображения перевёрнутых пентаграмм на стенах храма во имя святителя Леонтия.
В октябре 1995 года в заброшенной церкви Михаила Архангела в селе Михайловском Рыбинского района группой сатанистов была проведена «черная месса» с кострами. В Сретенской церкви Рыбинска неизвестными были осквернены святыни.
Летом 1997 года в Ярославле в жилом доме на улице Андропова найдена строителями висящая вниз головой мёртвая чёрная кошка, прибитая к стене с изображением «бафомета». На других стенах были изображены надписи «666», «Иди к Сатане», «Господин видит тебя». на полу были найдены пустыми ампулы и шприцы. Обстоятельства происшествия были засняты на видеокамеру оперативным сотрудником Управления ФСБ по Ярославской области.
В мае 1998 года ночью на Туговой Горе близ храма Параскевы Пятницы была проведена «чёрная месса»: около 20 человек разожгли костер, убили ритуального голубя и провели обряд с чёрными свечами.

### Ставропольский край
Организация под названием «Черный тюльпан» возникла осенью 1995 года в Невинномысске. Создали её 18-летний Антон Трапезников, называвший себя «верховным шаманом», вместе с приятелем Виталием Бутом. Год спустя к ним примкнул Егор Глаголев. Ими было совершено два убийства.
Было установлено, что сатанисты планировали «казнить» ещё нескольких «отступников», а затем совершить публичное самосожжение. Трапезникову и Глаголеву были предъявлены обвинения сразу по трем статьям Уголовного кодекса: «организация и участие в объединении, посягающем на личность и права граждан», «жестокое обращение с животными» и «убийство». По всем статьям их признали виновными. Интересно, что «шаман» Трапезников на суде раскаялся, а вот его подручный Глаголев — нет. Тем не менее, первый получил 19, а второй — 17 лет лишения свободы с отбыванием наказания в исправительной колонии строгого режима.

## Сербия
В начале января 2004 года в школы третьего по величине города Сербии Нови Сад и прилегающего к нему поселка Сремска Каменица стали поступать анонимные письма секты сатанистов, в которых заявлялось, что в течение октября секта намерена совершить обряд, принеся в жертву ребёнка школьного возраста.

## Словения
В 2009 году главой Отдела по делам религиозных общин был назначен один из сооснователей и член организации «Братья Сатаны» Алеш Гулич.

## США
В 80-х годах в пору правления Рейгана существовал феномен массовой истерии касательно преступлений сатанистов. Самые известные преступления, связанные с сатанизмом на Западе, были совершены сектой «Семья» Чарльза Мэнсона, члены которой зверски убили целый ряд людей, в том числе и известную киноактрису Шарон Тэйт, находившуюся тогда на последнем месяце беременности. Мэнсон поддерживал отношения с лондонской молодёжной сатанинской группировкой «Власть». Во время отбывания тюремного заключения сокамерником Мэнсона оказался саентолог, который провёл с ним многочасовые сеансы «одитинга», позднее использованные Мэнсоном в своей секте.
27 ноября 2001 года стало известно, что сатанисты из организации «Хакинг во имя сатаны» (англ. Hacking for Satan) взломали и обезличили 25 сайтов церквей и церковных организаций в мире, в том числе шесть сайтов в США. После взлома на всех сайтах на чёрном фоне красными буквами было написано: "Взломано группой «Хакинг во имя сатаны», затем шло изречение о «чёрной эре веры в Бога», широко известного в узких кругах музыканта Ричарда Ледерера, а ниже — изображение перевернутого креста.
1 октября 1999 года сатанист Джей Скот Беллингер из штата Индиана, подозреваемый в поджоге более десятка церквей, был вовлечён в ритуалы поклонения дьяволу, а также заманивал в оккультные группы молодых людей, заставляя их давать клятву, заверявшуюся кровью вступавших в секту. Он был арестован в конце февраля, после того как с серьёзными ожогами, полученными в результате поджога одной из церквей попал в больницу. Его помощники, принимавшие участие в поджогах, признали, что наносили сатанинскую символику на стены церквей.
В то же время такая открыто исповедующая сатанизм организация, как «Церковь Сатаны» имеет официальный статус и заносится в реестр признанных вооружёнными силами США религий (в связи с запросом на сатанинские похороны морского офицера, являющегося членом этой организации), проводятся первые сатанинские крещение, свадьбы и похороны.
В 2012 году религиовед Джордж Крайссайдс отмечал, что в 1998 году в США насчитывалось около 20000 сатанистов, хотя согласно другим подсчётам постоянное число практикующих сатанистов не превышает отметку в 3000 человек.

## Украина
Украинские религиоведы отмечают, что на Украине сатанисты совершают акты вандализма.

### Киевская область
В Киеве сосуществуют 30 групп дьяволопоклонников и сатанистов.

### Луганская область
8 февраля 2013 года в дежурную часть ЛГУ ГУМВД Украины в Луганской области обратилась жительница Луганска 1983 года рождения, сообщившая о том, что её муж 1980 года рождения, не работающий и ранее не судимый, ушёл из дома, забрав среди ночи их детей (девочку 2010 года и мальчика 2003 года рождения). В 70 метрах от памятника Ворошилова по ул. Коцюбинской сотрудниками милиции был задержан указанный мужчина, убивший ударом по голове дочь и пытавшийся задушить сына. В отношении него было начато досудебное производство по статьям 115 и ст. 15 ст. 115 УК Украины (убийство и покушение на убийство). Ленинский районный суд г. Луганска избрал в качестве меры пресечения для подследственного содержание под стражей. В тот же день начальник Отдела по связям с общественностью управления МВД Украины в Луганской области Татьяна Погукай сообщила, что стало известно, что за несколько дней до трагедии мужчина посещал и тщательно изучал сатанинские сайты, а перед уходом сказал жене, что «должен провести какой-то ритуал». А по данным милиции, перед уходом подозреваемый сказал своей жене, что «В детей вселился демон и их надо убить!». По мнению доктора философских наук, доцента и заведующего кафедрой культурологии, кино- и телеискусства Луганского национального университета имени Т. Шевченко И. А. Федя, задержанный подвергся влиянию какой-то сатанинской секты. Выкрикивая число «640», «попытался объединить два имени антихриста в одно». А «детей он принёс ему в жертву, чтобы обеспечить возвращение антихриста на землю». В тот же день выживший мальчик был доставлен в психоневрологический диспансер г. Луганска, где с ним провели работу психологи. Согласно сообщению директора департамента охраны здоровья Луганской облгосадминистрации Павла Малыша: «Мальчик поступил в больницу с общим переохлаждением — его привезли полностью голым. Всю необходимую помощь ему оказали. Второе, самое главное, это его психологическое состояние. С ребёнком сейчас работают психологи областного психоневрологического диспансера. Мальчик в шоке».
11 февраля 2013 года пресс-секретарь прокурора области Игорь Негиевич сообщил, что в 2000 году задержанный проходил курс лечения в Луганской областном психоневрологическом диспансере, но на учёте у психиатра не состоял.
27 февраля 2013 года по сообщению начальника отдела связей с общественностью ГУМВД Украины в области Татьяны Погукай проходившему по делу мужчине была назначена 1,5-2 месячная психиатрическая экспертиза.
4 апреля 2013 года по сообщению начальника отдела связей с общественностью ГУМВД Украины в области Татьяны Погукай в ходе психиатрической экспертизы мужчина был признан невменяемым и возможно будет направлен на принудительное лечение в специализированном медицинском учреждении закрытого типа.
22 апреля 2013 года, по сообщению пресс-службы прокуратуры Луганской области, Ленинский районный суд города Луганска вынес решение о применении в отношении подсудимого принудительной меры медицинского характера в виде госпитализации в психиатрическое учреждение со строгим наблюдением.

### Харьковская область
В мае 2008 года в Харькове была раскрыта сатанинская секта «Горная месса с верой в темные силы и ночь», 18-летний член которой — Александр Пустовит дал согласие на собственное жертвоприношение на 15 городском кладбище, поскольку хотел уйти из жизни. В ходе судебно-медицинской экспертизы было установлено, что смерть молодого человека наступила вследствие черепно-мозговой травмы от удара трубой, нанесённого 23-летним Сергеем Богдановым (Николаем Романовым), после которой Пустовиту было перерезано горло, а кровь собрана в ритуальную чашу и распита по кругу среди членов секты. Во время милицейского обыска в квартире возглавлявшей секту «жрицы» 21-летней Елены Нечипорук (Ираны Сидорук) были найдены ритуальный кинжал, арбалет, кожаный кнут, амулет-пентаграмма, чаша, Новый Завет и Псалтырь и целая библиотека практических пособий по черной и белой магии, в том числе «Практическая магия» и книга «Маньяки: хроники смерти».

Начальник ГУ МВД Украины в Харьковской области Виктор Развадовский об обстоятельствах смерти Пустовита сказал: «Которого принесли жертву, положив его, он выбрал себе место на могиле, ударив его по голове трубой, ударяя его ещё несколько раз, перерезали ему горло, спустили кровь и начали пить по очереди эту кровь человека».
.
В 2010 году дело направлялось на дорасследование.
30 ноября 2011 года харьковский Апелляционный суд признал виновными в умышленном убийстве, совершенном по предварительному сговору группой лиц. Елена Нечипорук получила 13 лет тюрьмы, а Сергей Богданов — 14 лет. Также суд обязал их выплатить родственникам убитого 68 тысяч гривен.
11 июня 2012 года стало известно, что Высший специализированный суд по рассмотрению гражданских и уголовных дел рассмотрит кассацию.
14 сентября 2012 года Высший специализированный суд по рассмотрению гражданских и уголовных дел, рассмотрев кассацию и найдя ряд процессуальных нарушений, вернул дело для судебного рассмотрения в суд низшей инстанции в Харькове.

## Франция
Во Франции насчитывается около 300 тыс. сторонников сатанизма.

## Эстония
В Эстонии сатанизм не признается как религия:

Государство не может согласиться с предлагаемой сатанистами формулировкой «церковь сатанистов», поскольку понятие «церковь» (эст. kirik, от греч. Kyriake — Господень дом) в главном своем значении предполагает следование христианству.
— Газета «Молодежь Эстонии»
24 января 2008 года стало известно, что в одной из эстонских государственных школ для детей с недостатками развития учителями работали адепты сатанинской секты «Чёрной Венеры», поскольку в ночь на 1 сентября сатанисты совершили обряд посвящения «сатане, как носителю неосквернённой жизненной мудрости» всех школ и учебников Эстонии — «освящение хлеба духовного», с целью «уравновешивания навязанной школе христианской веры» и предотвращения превращения воспитания и образования в Эстонии в «лицемерный религиозный самообман». 12 февраля 2014 года Государственный суд Эстонии отклонил жалобу сатанинской организации «Эстонский сатанинский приход» на отказ МВД внести их в качестве религиозной общины в реестр некоммерческих организаций и целевых фондов, тем самым поддержав решение Тартуского уездного суда, который оставил в силе постановление реестрового отдела суда от 30 апреля 2013 года, который в свою очередь обосновал отказ позицией МВД, согласно которой на основании закона о церквах и приходах Эстонии в реестр не может быть внесена религиозная организация, чья деятельность наносит ущерб общественному порядку, здоровью, нравственности. В сентябре 2001 года три эстонские партии — Русская партия Эстонии, Русско-Балтийская партия и Русская партии "Единство" уже выступали против подобной регистрации.